# Farnstädt
Farnstädt är en kommun och ort i Saalekreis i förbundslandet Sachsen-Anhalt i Tyskland.
Kommunen ingår i förvaltningsgemenskapen Weida-Land tillsammans med kommunerna Barnstädt, Nemsdorf-Göhrendorf, Obhausen, Schraplau och Steigra.